# Église de l'Annonciation de Corbara
L'église de l'Annonciation de Corbara est une ancienne collégiale catholique située à Corbara, dans le département du Haute-Corse, en France. Elle est inscrite aux monuments historiques en 1985, inscription remplacée par un classement en 2013.

## Historique
L'église de l'Annonciation domine le village de Corbara qui s'étend sur les pentes du mont Guido. Elle possède une haute façade et un clocher élancé. Elle a été construite au début du XVIIIe siècle et devint collégiale en 1752.

## Mobilier
L'église renferme de nombreuses œuvres classées MH :
- le maître-autel en marbres polychromes[2],
- la clôture de chœur (balustrade) en marbres polychromes du XVIIIe siècle en marbre de Carrare[3],
- un meuble de sacristie de la fin XVIIe siècle[4],
- une armoire avec trois panneaux peints de 1684[5],
- un chapier-armoire (commode à tiroirs où l’on range les chapes ecclésiastiques) en bois taillé du XVIe siècle[6],
- un lutrin en bois fruitier marqueté du XVIIIe siècle[7],
- les fonts baptismaux en bois taillé, peint du 4e quart XVIIIe siècle[8],
- une statue de la Vierge Marie du XVIIe siècle[9],
- une statue du Christ en Croix du XVIe siècle[10],
- des tissus d'ornements cultuels (chapes, chasubles, dalmatiques, étoles, voiles de calice, manipules, bourse de corporal), morceau de broderie[11],[12],[13],[14],[15],[16],[17],[18],[19],[20],[21] ;
- des tableaux d'autel (toiles de l'école italienne de Gênes de la 2e moitié du XVIIe siècle ornant les chapelles latérales) :
  - La Sainte Trinité entourée d'Anges[22],
  - La Vierge Marie et saint Jean-Baptiste intercédant auprès du Christ pour les âmes du Purgatoire[23],
- un orgue de tribune en totalité[24] :
  - partie instrumentale de l'orgue[25],
  - buffet d'orgue ; tribune d'orgue[26] ;

L'orgue baroque de 1890 est l'œuvre des locaux Agati-Tronci de Ville-di-Paraso, facteur d'orgue, et Antone Giuseppe Saladini de Speloncato, ébéniste en ce qui concerne la tribune.

S'y trouve aussi une chaire en bois sculpté polychrome de 1750.

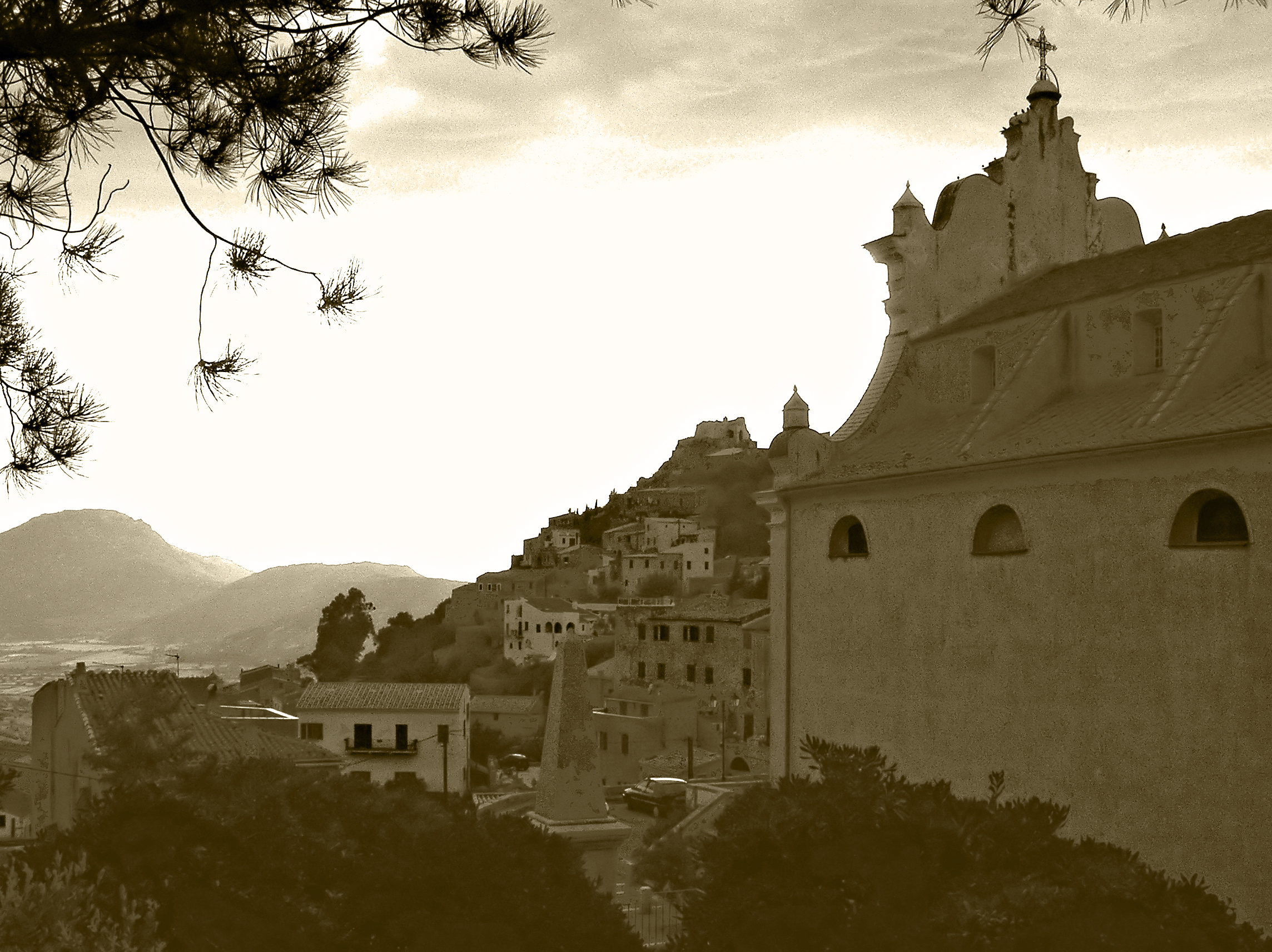
A Nunziata - Au fond, Notre Dame des Sept Douleurs.
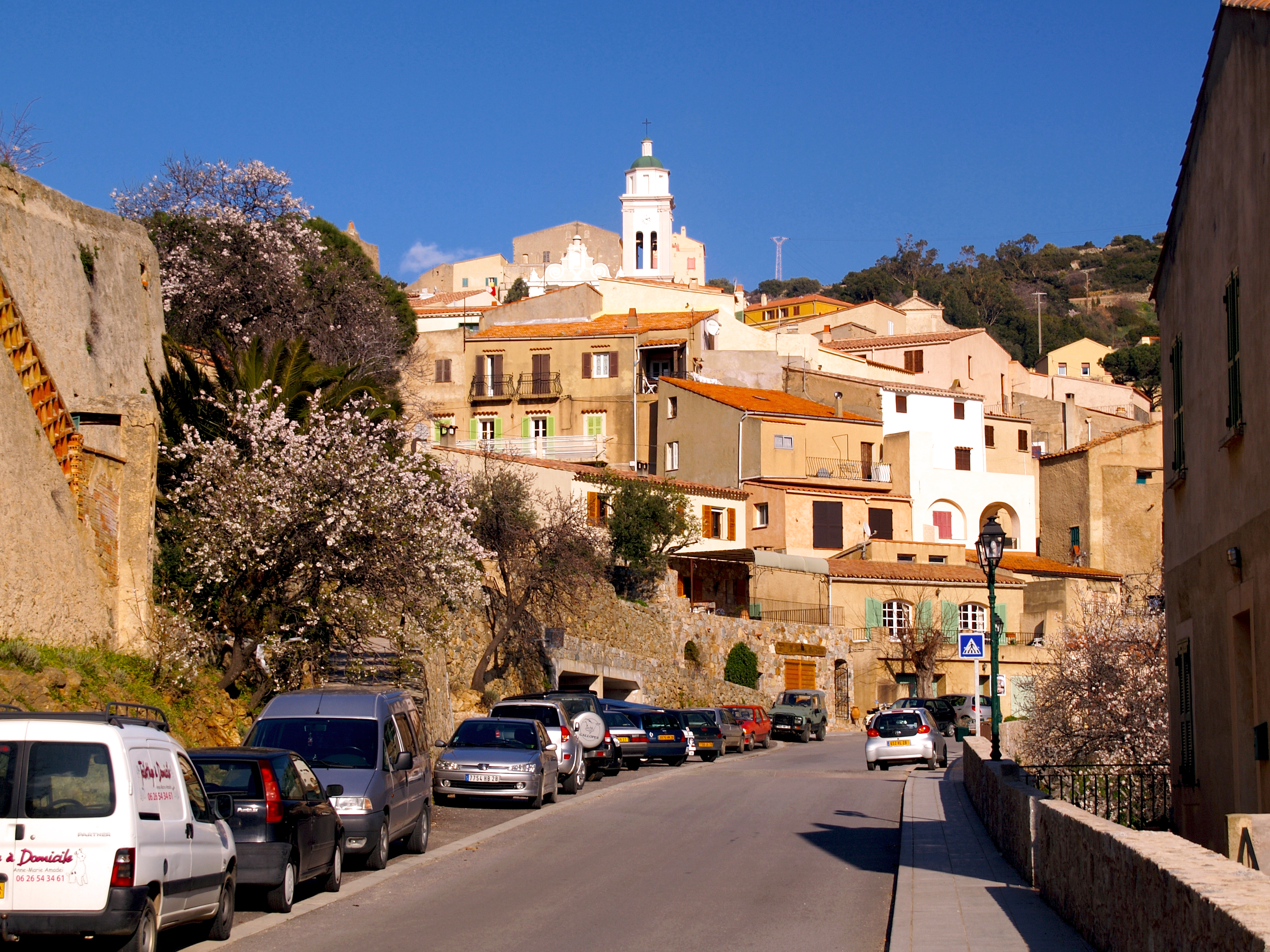
Entrée du village.
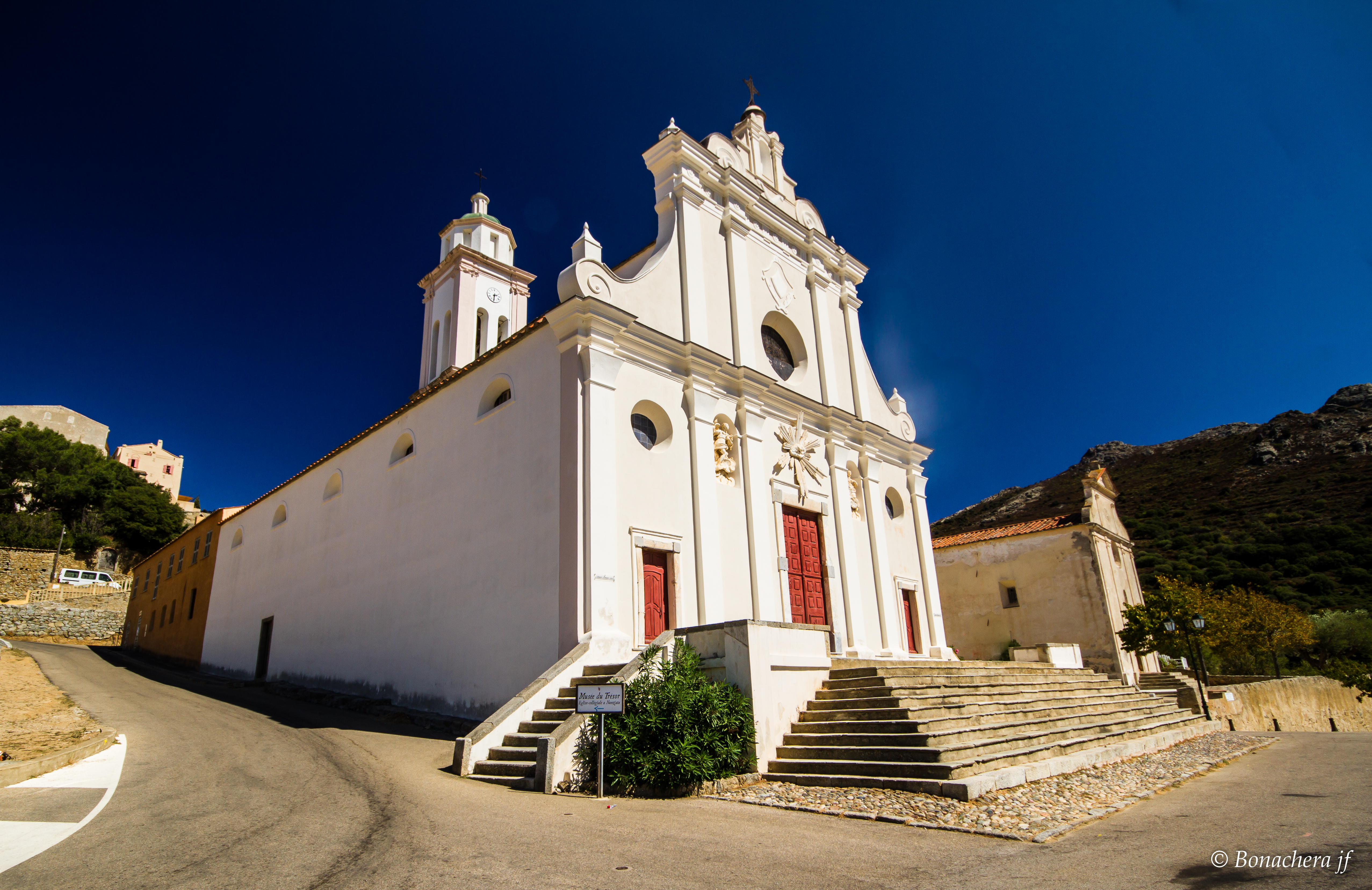
Église-collégiale A Nunziata.